# Hospital Bikur Cholim
El Hospital Bikur Cholim (en hebreo: בית החולים ביקור חולים) fue un hospital general de 200 camas en Jerusalén, Israel, fue establecido en 1826.
Bikur Cholim fue conocido por sus departamentos de obstetricia y cardiología. El hospital también operaba una moderna unidad de cuidados intensivos neonatales, un departamento de pediatría y unidades de cirugía bariátrica y plástica.
Bikur Cholim trataba a unos 60.000 pacientes anualmente. El centro contaba con 700 administradores, médicos, enfermeras, técnicos y personal de limpieza, era uno de los empleadores más grandes del centro de Jerusalén. Un tercio de los médicos eran ciudadanos árabes israelíes, muchos de los cuales eligieron Bikur Cholim para sus residencias.

## Cierre
En diciembre de 2012, el hospital pasó a manos del Centro Médico Shaare Zedek, y siguió funcionando como una sucursal de Shaare Zedek, posteriormente se cerró el edificio principal del hospital, mientras que el edificio situado en la calle Hanevim, la sala de maternidad, que atendía a los residentes de los vecindarios cercanos, continuó funcionando. Al mismo tiempo, se presentaron los planes a las autoridades de planificación, para la restauración de la estructura histórica, y su integración en un complejo que incluía un centro comercial y viviendas. En 2020, las autoridades decidieron cerrar también la sala de maternidad, siguiendo las pautas que exigen que dichas salas, estén ubicadas junto a hospitales que puedan brindar servicios médicos especiales, en caso de que estos sean necesarios.